# Simanovszk
Simanovszk (oroszul: Шимановск) város Oroszország ázsiai részén, az Amuri területen. A Simanovszki járás székhelye, de nem része a járásnak. Népessége: 19 815 fő (a 2010. évi népszámláláskor).

## Elhelyezkedése
Blagovescsenszk területi székhelytől 251 km-re északra, az Amur–Zeja-síkság középső részén, a Bolsaja Pjora (a Zeja mellékfolyója) felső folyásán helyezkedik el. Vasútállomás a transzszibériai vasútvonalon. A település mellett vezet az „Amur” nevű R297-es főút (oroszul: ).
35 km-re van Ciolkovszkij fiatal várostól, Oroszország „Vosztocsnij” nevű új űrrepülőterének központjától, mellyel közút és rendszeres autóbuszjárat köti össze.

## Története
1910-ben, a vasútvonal építésének idején alapították Pjora néven. 1912-ben az elkészült vasútállomást és a települést is az akkori kormányzóról, N. L. Gondatti etnográfusról nevezték el. 1920-ban az állomás nevét Simanovszkra, a települését Vlagyimiro-Simanovszkra cserélték, de az utóbbi előnevét fokozatosan elhagyták. Simanovszk 1950-ben kapott városi rangot. 
Erőteljesen fejlődött a Bajkál–Amur-vasútvonal (BAM) építése idején, számos gépipari, építőipari és építőanyag-ipari üzeme létesült. Beton- és vasbetonszerkezetek kombinátja, útépítőgépeket és darukat, hidraulikus kovácssajtó berendezéseket gyártó vállalatai működtek («Кранспецбурмаш»).
Helytörténeti múzeumának elődjét 1969-ben két szobában nyitották meg. Azóta az intézmény új épületbe költözött, szervezete, gyűjtőköre jelentősen bővült.